# Dapanoptera auroatra
Dapanoptera auroatra là một loài ruồi trong họ Limoniidae. Chúng phân bố ở miền Australasia.